# Warringah Council
Koordinaten: 33° 45′ S, 151° 17′ O

Warringah Council war ein lokales Verwaltungsgebiet (LGA) im australischen Bundesstaat New South Wales. Warringah gehörte zur Metropole Sydney, der Hauptstadt von New South Wales. Das Gebiet war 150 km² groß und hatte zuletzt etwa 141.000 Einwohner. 2016 ging es im neu geschaffenen Northern Beaches Council auf.
Warringah lag im Nordosten von Sydney an der Pazifikküste und war etwa 10 bis 25 km vom Stadtzentrum entfernt. Das Gebiet beinhaltete 53 Stadtteile:
| - Akuna Bay - Allambie - Allambie Heights - Beacon Hill - Belrose - Belrose West - Brookvale - Coal and Candle Creek - Collaroy - Collaroy Beach - Collaroy Plateau - Collaroy Plateau West - Cottage Point - Cromer - Cromer Heights - Curl Curl - Curl Curl North - Curl Curl South | - Davidson - Dee Why - Dee Why Beach - Dee Why North - Dee Why West - Duffy Forest - Forestville - Frenchs Forest - North Seaforth - Frenchs Forst East - Freshwater - Harbord - Harbord West - Jamieson Square - Killarney Heights - Long Reef - Manly Vale - North Manly | - Narraweena - Oxford Falls - Queenscliff - Sorlie Village - Terrey Hills - Warringah Mall - Wheeler Heights - Wingala - Winji Jimmi und Teile von Balgowlah - North Balgowlah - Bantry Bay - Ingleside - Ingleside Heights - Narrabeen - Narrabeen Peninsula - North Narrabeen |

Der Verwaltungssitz des Councils befand sich im Stadtteil Dee Why im Osten der LGA.

## Verwaltung
Der Warringah Council hatte ursprünglich neun Mitglieder, die von den Bewohnern der LGA gewählt wurden. Warringah war nicht in Bezirke untergliedert. Aus dem Kreis der Councillor rekrutierte sich auch der Mayor (Bürgermeister) des Councils.
Wegen Vorwürfen bezüglich Korruption und Missmanagement wurde der Council im Juli 2003 von der Staatsregierung abgesetzt und ein Administrator sowie eine vierköpfige Exekutive zur Leitung der Geschäfte berufen.